# Antropora
Antropora is een mosdiertjesgeslacht uit de familie van de Antroporidae en de orde Cheilostomatida. De wetenschappelijke naam ervan is in 1903 voor het eerst geldig gepubliceerd door Norman.

## Soorten
- Antropora commandorica Tilbrook & Grischenko, 2004
- Antropora compressa (Osburn, 1927)
- Antropora erecta Silén, 1941
- Antropora erecta (Canu & Bassler, 1920)
- Antropora erectirostra Tilbrook, 1998
- Antropora fenglingiana Liu, 1982
- Antropora gemarita Ramalho & López-Fé, 2020
- Antropora granulifera (Hincks, 1880)
- Antropora hastata Winston, Vieira & Woollacott, 2014
- Antropora levigata (Canu & Bassler, 1927)
- Antropora minor (Hincks, 1880)
- Antropora paucicryptocysta Moyano, 1983
- Antropora subvespertilio (Canu & Bassler, 1929)
- Antropora typica (Canu & Bassler, 1928)

Niet geaccepteerde soorten:
- Antropora claustracrassa (Canu & Bassler, 1930) → Antropora minor (Hincks, 1880)
- Antropora laguncula (Canu & Bassler, 1929) → Parantropora laguncula (Canu & Bassler, 1929)
- Antropora leucocypha (Marcus, 1937) → Akatopora leucocypha (Marcus, 1937)
- Antropora marginella (Hincks, 1884) → Antropora minor (Hincks, 1880)
- Antropora pacifera Gordon, 1986 → Alderina pacifera (Gordon, 1986)
- Antropora parva (Canu & Bassler, 1928) → Antropora typica (Canu & Bassler, 1928)
- Antropora pustulata Canu & Bassler, 1928 → Amphiblestrum pustulatum (Canu & Bassler, 1928)
- Antropora tincta (Hastings, 1930) → Akatopora tincta (Hastings, 1930)